# Фаже де Бор, Жак Жозеф
Жак Жозеф Фаже де Бор (фр. Jacques Faget de Baure; 30 октября 1755, Ортез — 30 декабря 1817, Париж) — французский государственный деятель, юрист и историк.
Происходил из уважаемой семьи юриста и с детства отличался выдающимися способностями к обучению: в частности, закончил Collège de Juilly со степенью в области философии в возрасте 14 лет, а в 19 лет уже стал генеральным прокурором парламента Наварры. Самостоятельно выучил древнегреческий язык и особенно интересовался историей французского региона Беарн, по которой написал целый ряд работ, оставшихся, однако, неопубликованными.
Его карьеру первоначально прервала Великая Французская революция, и во время Террора он был заключён в тюрьму. В 1809 году был освобождён по личному распоряжению Наполеона и смог возобновить юридическую карьеру, став докладчиком юридического совета; в следующем году был избран в Законодательный корпус Нижних Пиренеев, в 1811 году стал министром двора в Париже и получил Орден Почётного легиона. Во время Реставрации перешёл на службу к Бурбонам, был 22 августа 1815 года избран в Палату депутатов от Нижних Пиренеев, а 4 октября 1816 года стал её вице-президентом.
Главные его сочинения: «Histoire du Canal da Languedoc» (Париж, 1805) и «Essai historique sur le Béarn» (Париж, 1818).